# Шопронкёхида
Шопронкёхида (венг. Sopronkőhida) — деревня в медье Дьёр-Мошон-Шопрон в Венгрии, пригород города Шопрон, расположена в 5 километрах от границы с Австрией. Население 1312 человек (2001 год).

## Достопримечательности
- Тюрьма венг. «Sopronkőhidai Fegyház és BORTON» возведённая в 1886 году. Возведена во времена монархии, известна как место заключения политических заключенных различных национальностей, в тюрьме проводились казни. 24 декабря 1944 года в ней был повешен венгерский деятель сопротивления, политик и журналист Эндре Байчи-Жилински. По окончании Второй мировой войны тюрьма служила изолятором для союзных военных трибуналов, в 1951 году вновь стала использоваться как тюрьма. В конце 2010-х годов тюрьма была модернизирована и расширена, сейчас является одной из крупнейших в Венгрии, в ней содержится около 700 заключенных за которыми следят 250 человек персонала.
- Место проведения Паневропейского пикника 19 августа 1989 года. Демонстрации мира на австрийско-венгерской границе, с согласия обеих стран пограничные ворота на старой Братиславской дороге между деревнями Санкт-Маргаретен и Шопронкёхида открыли символически на три часа. Больше 600 граждан ГДР использовали это короткое открытие железного занавеса, чтобы бежать через Австрию в ФРГ. Венгерские пограничники им не препятствовали, хотя по договорённости между ГДР и Венгрией они не должны были их пустить в не социалистическую страну.
- Раскопки Франко-аварского кладбища, датированного IX веком.

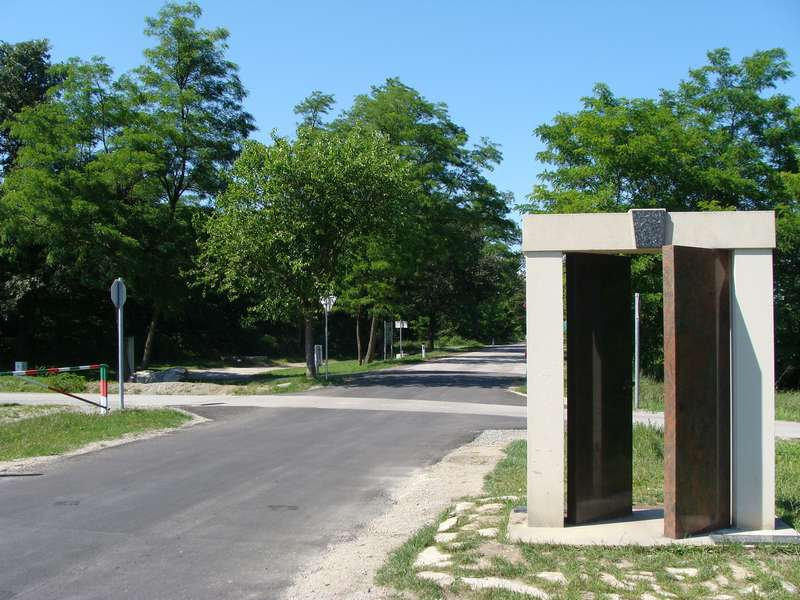
Символические ворота открывающие границу в 1989 году

- Песчаный карьер времён миоцена.